# Bärweiler
Bärweiler település Németországban, Rajna-vidék-Pfalz tartományban. Lakosainak száma 212 fő (2023. december 31.).

## Népesség
A település népességének változása:
| Lakosok száma | 312  | 222  | 217  | 229  | 217  | 212  |
|               | 1975 | 2017 | 2019 | 2021 | 2022 | 2023 |